# Бенувиль, Франсуа Леон
Франсуа Леон Бенувиль (фр. François-Léon Benouville; 30 марта 1821, Париж, Франция — 16 февраля 1859, там же) — французский живописец.

## Биография
Леон Бенувиль вместе со своим братом Жаном Ашилем Бенувилем (1815—1891) брал уроки живописи у Франсуа Эдуара Пико, а потом в 1837 году поступил в Школу изящных искусств. Так же, как и его брат, он в 1845 году был удостоен Римской премии.

## Галерея

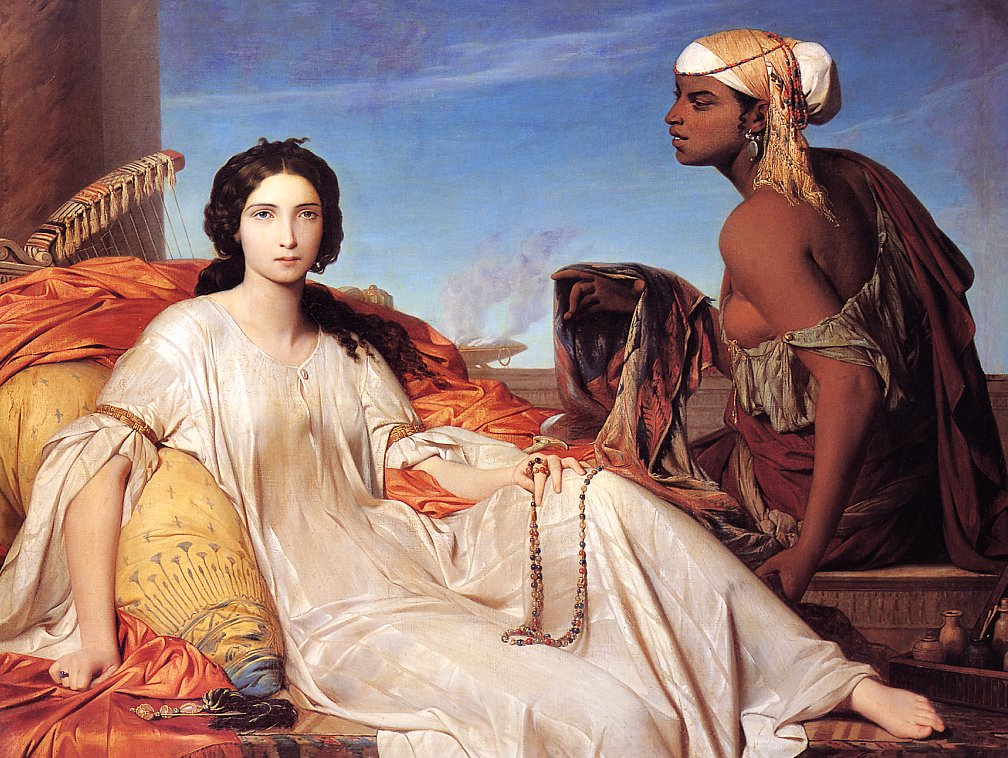
Эстер или Одалиска.
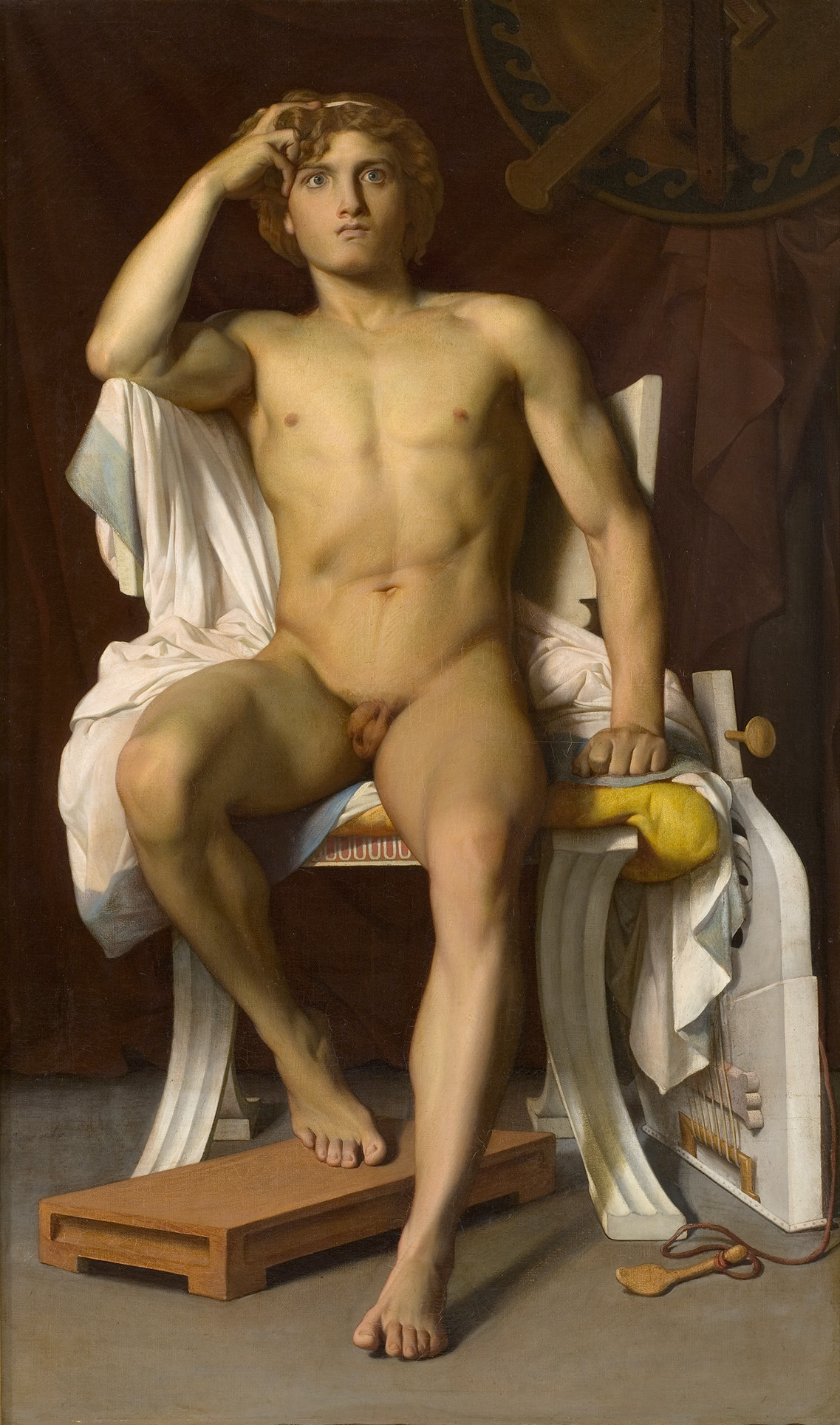
Гнев Ахилла.
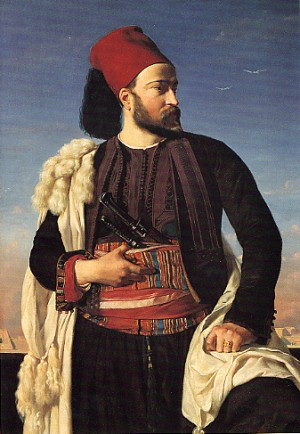
Портрет Леконта де Флори в форме египетской армии.
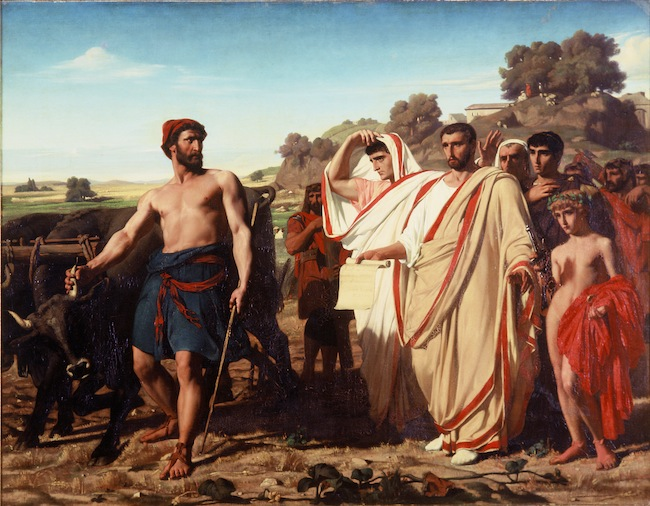
Цинцинната избирают диктатором.